# Cratera de Yarrabubba
A cratera Yarrabubba é uma estrutura de impacto, o remanescente erodido de uma antiga cratera de impacto, situada no norte do Yilgarn Craton, perto da estação de Yarrabubba, entre as cidades de Sandstone e Meekatharra, no meio oeste da Austrália Ocidental. Acredita-se que a cratera original tenha 70 quilômetros de diâmetro, embora seu remanescente hoje seja de apenas 20 quilômetros.
A cratera tem aproximadamente 2.229 bilhões de anos e é 200 milhões de anos mais antiga que a cratera mais antiga conhecida até 2020.